# Juan Manuel Lorca y Lorca
Juan Manuel Lorca y Lorca; (Valdivia, 1837 - 1906). Profesor y político liberal chileno. Hijo de Eulogio Lorca Pellrross e Isabel Lorca Prieto.

## Vida y obra
Estudió Humanidades en el Liceo de Valdivia y en la Escuela de Preceptores de Concepción, donde egresó como profesor de preparatoria.
Tomó clases de lenguaje y matemáticas en varias escuelas rurales de la zona de Osorno y Valdivia, como también en el Liceo de Puerto Montt.
Es Miembro del Partido Liberal. 
Elegido Alcalde de la Municipalidad de Valdivia (1891-1894), siendo el primer alcalde elegido con la nueva Ley de Comuna Autónoma. 